# Phumlile Ndzinisa
Phumlile Ndzinisa (sinh ngày 21 tháng 8 năm 1992 tại Hhohho, Swaziland) là một vận động viên Swazi. Cô đã tham gia cuộc thi 400 m tại Thế vận hội Mùa hè 2012 tại London, nơi cô đã bị loại ở vòng đầu tiên, nhưng đã phá vỡ kỷ lục 400m nữ quốc gia với 53,95 giây.
Cô đã tham gia cuộc thi 100 m cho Swaziland tại Thế vận hội mùa hè 2016 ở Rio de Janeiro. Cô đã hoàn thành thứ 5 trong vòng nóng sơ bộ của mình và không đủ điều kiện cho vòng chung kết. Cô là người cầm cờ cho Swaziland trong lễ bế mạc.